# Walther Düvert
Walther Düvert (* 2. Oktober 1893 in Görlitz; † 4. Februar 1972 in Düsseldorf) war ein deutscher Generalleutnant im Zweiten Weltkrieg.

## Leben
Walther Düvert trat am 16. September 1911 als Fahnenjunker in das Rheinische Fußartillerie-Regiment Nr. 8 der Preußischen Armee ein und avancierte bis Mitte Februar 1913 zum Leutnant. Als Batterieoffizier in der 4. Batterie zog er mit Ausbruch des Ersten Weltkriegs ins Feld und nahm an den Kämpfen an der Westfront teil. Anfang Juni 1916 stieg Düvert zum Oberleutnant auf und war zeitweise Adjutant des Artilleriekommandeurs 185 und 232. Ausgezeichnet mit beiden Klassen des Eisernen Kreuzes wurde er nach Kriegsende zur Artillerieprüfungskommission versetzt und in die Reichswehr übernommen.
Zunächst war Düvert im Reichswehr-Artillerie-Regiment 16 und als Referent in der Hauptstelle der Heeresfriedenskommission tätig. Er absolvierte ab Oktober 1921 die Führergehilfenausbildung beim Stab der 3. Division und wurde unter Belassung in diesem Kommando Anfang April 1922 in das 3. (Preußisches) Artillerie-Regiment versetzt. 1934 wurde er zum Oberstleutnant befördert. 1936/37, 1937 zum Oberst befördert, war er Chef des Stabes beim Wehrkreis IX. Anschließend war er bis 1938 Kommandeur des Artillerie-Regiments 28.
Von Dezember 1938 bis zu seiner Beförderung zum Generalmajor Mitte Januar 1941 war er Chef des Generalstabs des VI. Armeekorps. Anschließend kurzzeitig in die Führerreserve versetzt, wurde Düvert am 17. Februar 1941 zunächst zur Panzertruppenschule und anschließend bis Mitte Juni 1941 zum Stab der 4. Panzer-Division kommandiert. Am 14. Juni 1941 beauftragte man ihn für den erkrankten Generalleutnant Friedrich-Wilhelm von Rothkirch und Panthen mit der Führung der 13. Panzer-Division und ernannte ihn am 28. Juli 1941 zum Kommandeur dieses Großverbandes. In dieser Eigenschaft wurde ihm am 30. Juli 1941 das Ritterkreuz des Eisernen Kreuzes verliehen.
Die folgenden Erlebnisse an der Russlandfront beeinflussten ihn so sehr, dass er in der Folge nie wieder richtig in einem Kommando eingesetzt werden konnte. Er erkrankte daran, musste die Division an Oberst Traugott Herr übergeben und blieb erst mal ohne Fronteinsatz. Von Juli bis Oktober 1942 übernahm er von Wilhelm Ritter von Thoma das Kommando über die 20. Panzer-Division, musst aber auch diese Position aufgeben. Er wurde für acht Monate nicht mehr berücksichtigt. Ende Mai 1943 wurde er, Anfang 1943 zum Generalleutnant befördert, als Kommandeur der neu aufgestellten 265. Infanterie-Division eingesetzt. An der Westfront in der Bretagne bei Quimper eingesetzt, verlor Düvert Ende Juli 1944 wieder das Kommando. Es war ersichtlich geworden, dass Düvert nicht mehr „fronteinsatzfähig“ war. Er erhielt kein weiteres Kommando mehr und schied Ende November 1944 aus der Wehrmacht aus. Für die Erschießungen von Widerstandskämpfern wurde Düwert von der französischen Justiz verfolgt.